# Abu Bakr al-Baghdadi
Abu Bakr al-Baghdadi (àrab: أبو بكر البغدادي)  (Samarra, 28 de juliol de 1971 - Barisha, 27 d'octubre de 2019) va ser l'autoproclamat califa del grup armat Estat Islàmic.
El seu nom secular és Ibrahim Awwad Ibrahim Ali al-Badri al-Samarrai (àrab: ابراهيم عواد ابراهيم علي البدري السامرائي, Ibrāhīm ʿAwād Ibrāhīm ʿAlī al-Badrī al-Sāmarrāʾī). El líder terrorista s'autoproclamà nou califa de tots els musulmans, exigint obediència als musulmans de tot el món. Va triar el nom de guerra Abu Bakr, en referència al primer califa de l'islam, sogre de Mahoma, i al seu torn el iniciador de l'anomenada sèrie dels califes ortodoxos.
La revista estatunidenca Time el considerà l'home més perillós del món, i el diari francès Le Monde com a successor d'Ossama bin Laden. El diari britànic The Guardian el va comparar amb el pastor Jim Jones, que va conduir a gairebé mil dels seus seguidors a un suïcidi col·lectiu a Guyana el 1978. El Departament d'Estat dels Estats Units ofereria una recompensa de 10 milions de dòlars per informació viable que portés a la seva captura o mort. En el moment de la seva mort, superava en la llista dels terroristes més buscats al líder d'Al-Qaida, Aymán al-Zawahirí.
El novembre de 2014 la revista Forbes el va incloure per primera vegada en el llistat de les persones més poderoses del món, ocupant el lloc 54.
El 31 d'octubre de 2019 Estat Islàmic va confirmar que Abu Bakr al-Baghdadi estava mort, i va nomenar Abu Ibrahim al Hashimi al-Qurayshi, del què se sap molt poc, com el seu reemplaçament.

## Formació
Al-Baghdadi tenia un doctorat en estudis islàmics per la Universitat de Bagdad i va començar a interessar-se pel gihad després de l'ocupació nord-americana de l'Iraq el 2003. Bagdadí, que va néixer a Samarra el 1971, es va unir a la insurrecció contra la invasió nord-americana el 2003 que va enderrocar al dictador Saddam Hussein.
El 2004, va estar detingut onze mesos per les forces nord-americanes al centre de detenció Camp Bucca. Allí va establir relacions amb exgenerals del règim de Saddam Hussein, que dirigeixen les milícies d'Estat Islàmic. El desembre de 2004, va ser alliberat per una Junta de Revisió i Publicació.
De 2010 a 2013, Estat Islàmic va formar part d'Al-Qaida, sent el seu líder Abu Bakr al-Baghdadi des de 2010. L'aliança es va trencar després del qüestionament a l'autoritat de l'egipci Ayman al-Zawahirí, el successor d'Ossama bin Laden.
Tan sols un any després del seu ingrés, Ibrahim va esdevenir el líder de l'organització després que el seu antecessor fos assassinat. Durant un any més va passar inadvertit per als serveis d'intel·ligència nord-americanes.
Segons es va revelar el gener del 2015, Abu Bakr al-Baghdadi va sofrir un atac aeri de la Força Aèria dels Estats Units que el va ferir greument mentre es traslladava amb el seu comboi per una ruta de l'autoproclamat califat, el vast territori que la seva milícia va arrabassar a l'Iraq i Síria, i es va retirar a Síria.

## Mort d'Al-Baghdadi
El 9 de novembre de 2014, l'aviació nord-americana va bombardejar la cúpula on mantenien una reunió membres de la cúpula del EI, entre els quals possiblement hi havia al-Baghdadi. D'altra banda, el Govern iraquià assegura que la seva aviació havia bombardejat el dia anterior aquesta regió, i que va ser aquest atac el que va aconseguir tocar a Al-Baghdadi. A part, «van destrossar» un comboi de deu vehicles armats als voltants de la ciutat de Mossul en el que EUA va considerar una “trobada” de líders de la milícia yihadista wahabita. Amb la ciutat d'Al Qaim, 290 km a l'oest, al costat de la frontera amb Síria com a següent objectiu aconseguit.
El 20 de gener de 2015, el Primer Ministre iraquià, Haider al Abadi, va expressar que Al Baghdadi hauria estat ferit de gravetat a la ciutat d'Al Qaim, com a resultat d'un bombardeig, afegint, que es va salvar «per casualitat i de miracle».
El 23 d'abril de 2015, l'EI aparentment va confirmar que al-Baghdadi havia mort a causa de les seves greus ferides, infligides per un bombardeig el 18 de març, segons l'agència de notícies iraquiana Waradana, citada per RIA Novosti. Segons l'agència, els terroristes immediatament van jurar lleialtat al seu nou cap, Abu Alaa Afri, a la ciutat de Tal Afar.
Sembla que la mort real d'Al-Baghdadi fou el 27 d'octubre de 2019, quan el president dels Estats Units d'Amèrica Donald Trump anuncià que s'havia immolat amb un jupetí d'explosius durant una operació executada per les forces especials de l'exèrcit nord-americà a la localitat siriana de Barisha, a la província d'Idlib.